# Ankylopteryx vanharteni
Ankylopteryx vanharteni är en insektsart som beskrevs av Herbert Hölzel 1995. Ankylopteryx vanharteni ingår i släktet Ankylopteryx och familjen guldögonsländor. Inga underarter finns listade i Catalogue of Life.